# Amina Said Ali
Amina Said Ali (tiếng Somalia: Aamina Saciid Cali) là một tác giả, nhà thơ và nhà khoa học y tế người Somalia tại Viện Karolinska, ở Stockholm, Thụy Điển.
Cô đã tham gia bàn tròn tại "Hội nghị Somalia ở Mỹ", 2004.
Cô nằm trong Ban cố vấn của Bildhaan.

## Công trình
- 118 Poems [3]
- Qoriga u garwaaxshey asagoon sagallkii galin, Författares Bokmaskin, 2005, ISBN 978-91-7910-641-6